# Lawrence Nuesslein
Lawrence Adam „Larry” Nuesslein (ur. 16 maja 1895 w Ridgefield Park, zm. 10 maja 1971 w Allentown) – amerykański strzelec, pięciokrotny medalista olimpijski, multimedalista mistrzostw świata.
Nuesslein startował na igrzyskach olimpijskich w Antwerpii, biorąc udział w ośmiu konkurencjach. Dwa złote medale wywalczył w strzelaniu z karabinu małokalibrowego stojąc z 50 m (zarówno indywidualnie, jak i drużynowo). W karabinie wojskowym stojąc z 300 m zdobył medal indywidualny i drużynowy (odpowiednio brąz i srebro). Drużynowo zdobył jeszcze brązowy medal w rundzie pojedynczej do sylwetki jelenia.
Nuesslein pięciokrotnie zdobywał medale mistrzostw świata. Wywalczył je na dwóch czempionatach. Na mistrzostwach świata w 1923 osiągnął dwa złote (karabin dowolny stojąc z 300 m, karabin dowolny w trzech pozycjach z 300 m drużynowo) i dwa brązowe medale (karabin dowolny w trzech pozycjach z 300 m, karabin dowolny klęcząc z 300 m), z kolei cztery lata później został brązowym medalistą w karabinie dowolnym w trzech pozycjach z 300 m drużynowo.
Przez większość życia mieszkał w Allentown, gdzie przez 22 lata był menedżerem w sklepie Sears, Roebuck & Co., udzielał się także w polityce na szczeblu lokalnym. Za osiągnięcia w strzelectwie został wyróżniony odznaką wybitnego strzelca międzynarodowego (U.S. Distinguished International Shooter Badge).